# Tisza Miklós
Tisza Miklós (Debrecen, 1949. január 2. – 2021. szeptember 27.) magyar gépészmérnök, egyetemi tanár, professzor emeritus. A műszaki tudományok kandidátusa (1980), a műszaki tudományok doktora (1995).
Kutatási területe az anyagtudomány, az anyagtechnológiák, a képlékenyalakítás, a számítógépes tervezés és a numerikus modellezés volt.

## Életpályája
Középiskolai tanulmányait a debreceni Mechwart András Gépipari Technikumban végezte el. 1967–1972 között a Nehézipari Műszaki Egyetem hallgatója volt.
1972–1976 között a Nehézipari Műszaki Egyetem mechanikai technológia tanszékén tanársegéd volt. 1976–1979 között a Budapesti Műszaki és Gazdaságtudományi Egyetemen MTA-aspiráns volt. 1977-ben egyetemi doktori fokozatot szerzett. 1979–1981 között a Nehézipari Műszaki Egyetem adjunktusa, 1981–1991 között docense, 1986–1989 között tudományos osztályvezetője, 1991-től tanszékvezetője, 1994-től egyetemi tanára, 2000–2003 között fejlesztési rektorhelyettese volt.
1981–1994 között a Miskolci Akadémiai Bizottság anyagismereti és technológiai szakbizottságának titkára volt. 1986-tól az Anyagtudományi és Technológiai Bizottság tagja, 2002-től elnöke volt. 1986–1989 között a Tudományos Osztály osztályvezetője volt. 1987–1999 között projektigazgató volt a Projekt Irodán. 1989-től az IDDRG Nemzetközi Mélyhúzási Kutatócsoport tagja, 1994-től elnökhelyettese, 1996–1998 között elnöke, 1998-tól alelnöke volt.
1993-tól a Sályi István Doktori Iskola Tanácsának tagja, 2009–2019 között elnöke volt.
2004–2010 között a Magyar Tudományos Akadémia közgyűlési képviselője volt.
2019-től a Miskolci Egyetem professzor emeritusa volt.

## Családja
Szülei Tisza Miklós és Rácz Julianna voltak. 1972-ben házasságot kötött Németh Anna Ktalinnal. Három gyermekük született: Beáta (1973–), Miklós (1974–) és Viktória (1986–).
Temetése a miskolci Mindszenti temetőben történt.

## Művei
- Képlékeny hidegalakítás (társszerző, 1981)
- A hidegalakítás technológiája és szerszámai I. A képlékenyalakítás elmélete (1982)
- A képlékenységtan elméleti alapjai (1984)
- A képlékenyalakítás elmélete (szakmérnöki jegyzet, 1985)
- Robotok alkalmazása a képlékenyalakításban (oktatási segédlet, 1985)
- Ipari robotok a képlékenyalakításban (oktatási segédlet, 1985)
- Metallography (1986)
- A csúszóvonalak elmélete (1986)
- Hengeres alkatrészek mélyhúzásának tervezése (1987)
- Derékszögű négyszögszelvényű alkatrészek mélyhúzásának tervezése (1988)
- Mechanical Technology (1988)
- Metal Forming: Sheet and Bulk Metal Forming (1990)
- Metal Forming: Theory and Practice: Proceedings of the 5th International Conference on Metal Forming-ICMF 91 (1991)
- V. Nemzetközi Képlékenyalakítási Konferencia ICMF '91 (1991)
- A Miskolci Egyetem Mechanikai Technológiai Tanszékének oktatási-kutatási tevékenysége (1991)
- Mechanical Technologies (1995)
- A Miskolci Egyetem Mechanikai Technológiai Tanszékének tudományos tevékenysége (1996)
- Mechanikai Technológiai Szaknap: Jubileumi Tudományos Kiadvány (1996)
- Metal Forming: Theory and Practice (1997)
- Metallográfia (1998, 2000)
- Theory and practice of metal forming (1998)
- Metal Forming (1998)
- Introduction to Materials Sciences (2000)
- Physical Metallurgy for Engineers (2001, 2011)
- Anyagvizsgálat (2001, 2005, 2008, 2010)
- Mechanikai technológiák (2003, 2007-2008)
- Anyagadatbázisok, számítógépes anyagkiválasztás (2005)
- Végeselemes modellezés a képlékenyalakításban (2005)
- Számítógépes tervezés a képlékenyalakításban (2005)
- CAD/CAM and Expert Systems in Materials Processing Technologies (2006)
- Anyagtechnológiai folyamatok számítógépes tervezése (2006)
- Anyagszerkezettan (2007)
- Az anyagtudomány alapjai (2008, 2010)
- Képlékenyalakítás a járműiparban (2015)

## Díjai
- Miniszteri Dicséret (Oktatási Minisztérium, 1977)
- Műszaki Irodalmi Díj (Gépipari Tudományos Egyesület, 1980)
- Nívódíj (1981; OMBKE)
- Munka Érdemrend bronz fokozata (1982)
- Kiváló Munkáért (Oktatási Minisztérium, 1989)
- Egyesületi Érem (Gépipari Tudományos Egyesület, 1993)
- Signum Aureum Universitatis (Miskolc, 1994)
- Széchenyi professzor-ösztöndíj (1997-2000)
- Gábor Dénes-díj (1998)[5]
- Akadémiai díj (2004)
- Kari Emlékéren (2005)
- Charles Simonyi kutatási ösztöndíj (2006-2007)
- A Magyar Érdemrend tisztikeresztje (2009)
- a Miskolci Egyetem díszpolgára (2014)
- a GTE Zorkóczy Béla Emlékérem

## Emlékezete
2024. június 24-én a Miskolci Egyetem főépületének aulájában mellszobrot avattak tiszteletére.